# Natação nos Jogos Olímpicos de Verão de 1924
A natação nos Jogos Olímpicos de Verão de 1924 foi realizado em Paris, na França, com onze eventos disputados, seis para homens e cinco para mulheres.

## Eventos da natação
Masculino: 100 metros livre | 400 metros livre | 1500 metros livre | 100 metros costas | 200 metros peito | 4x200 metros livre

Feminino: 100 metros livre | 400 metros livre | 100 metros costas | 200 metros peito | 4x100 metros livre

## Masculino

### 100 metros livre masculino
| Pos. | País                 | Atletas            | Tempo  |
| ---- | -------------------- | ------------------ | ------ |
|      | Estados Unidos (USA) | Johnny Weissmuller | 59.0 s |
|      | Estados Unidos (USA) | Duke Kahanamoku    | 1:01.4 |
|      | Estados Unidos (USA) | Samuel Kahanamoku  | 1:01.8 |

### 400 metros livre masculino
| Pos. | País                 | Atletas            | Tempo  |
| ---- | -------------------- | ------------------ | ------ |
|      | Estados Unidos (USA) | Johnny Weissmuller | 5:04.2 |
|      | Suécia (SWE)         | Arne Borg          | 5:05.6 |
|      | Austrália (AUS)      | Boy Charlton       | 5:06.6 |

### 1500 metros livre masculino
| Pos. | País            | Atletas           | Tempo   |
| ---- | --------------- | ----------------- | ------- |
|      | Austrália (AUS) | Boy Charlton      | 20:06.6 |
|      | Suécia (SWE)    | Arne Borg         | 20:41.4 |
|      | Austrália (AUS) | Frank Beaurepaire | 21:48.4 |

### 100 metros costas masculino
| Pos. | País                 | Atletas             | Tempo  |
| ---- | -------------------- | ------------------- | ------ |
|      | Estados Unidos (USA) | Warren Paoa Kealoha | 1:13.2 |
|      | Estados Unidos (USA) | Paul Wyatt          | 1:15.4 |
|      | Hungria (HUN)        | István Bartha       | 1:17.8 |

### 200 metros peito masculino
| Pos. | País                 | Atletas           | Tempo  |
| ---- | -------------------- | ----------------- | ------ |
|      | Estados Unidos (USA) | Robert Skelton    | 2:56.6 |
|      | Bélgica (BEL)        | Joseph de Combe   | 2:59.2 |
|      | Estados Unidos (USA) | William Kirshbaum | 3:01.0 |

### 4x200 metros livre masculino
| Pos. | País                 | Atletas                                                                                    | Tempo   |
| ---- | -------------------- | ------------------------------------------------------------------------------------------ | ------- |
|      | Estados Unidos (USA) | Ralph Breyer Harrison Glancy Richard Howell James O'Connor Johnny Weissmuller Lester Smith | 9:53.4  |
|      | Austrália (AUS)      | Boy Charlton Moss Christie Frank Beaurepaire Ernest Henry Ivan Stedman                     | 10:02.2 |
|      | Suécia (SWE)         | Åke Borg Arne Borg Orvar Trolle Georg Werner Tor Henning Gösta Persson                     | 10:06.8 |

## Feminino

### 100 metros livre feminino
| Pos. | País                 | Atletas            | Tempo  |
| ---- | -------------------- | ------------------ | ------ |
|      | Estados Unidos (USA) | Ethel Lackie       | 1:12.4 |
|      | Estados Unidos (USA) | Mariechen Wehselau | 1:12.8 |
|      | Estados Unidos (USA) | Gertrude Ederle    | 1:14.2 |

### 400 metros livre feminino
| Pos. | País                 | Atletas          | Tempo  |
| ---- | -------------------- | ---------------- | ------ |
|      | Estados Unidos (USA) | Martha Norelius  | 6:02.2 |
|      | Estados Unidos (USA) | Helen Wainwright | 6:03.8 |
|      | Estados Unidos (USA) | Gertrude Ederle  | 6:04.8 |

### 100 metros costas feminino
| Pos. | País                 | Atletas         | Tempo  |
| ---- | -------------------- | --------------- | ------ |
|      | Estados Unidos (USA) | Sybil Bauer     | 1:23.2 |
|      | Grã-Bretanha (GBR)   | Phyllis Harding | 1:27.4 |
|      | Estados Unidos (USA) | Aileen Riggin   | 1:28.2 |

### 200 metros peito feminino
| Pos. | País                 | Atletas        | Tempo  |
| ---- | -------------------- | -------------- | ------ |
|      | Grã-Bretanha (GBR)   | Lucille Morton | 3:33.2 |
|      | Estados Unidos (USA) | Agnes Geraghty | 3:34.0 |
|      | Grã-Bretanha (GBR)   | Gladys Carson  | 3:35.4 |

### 4x100 metros livre feminino
| Pos. | País                 | Atletas                                                            | Tempo  |
| ---- | -------------------- | ------------------------------------------------------------------ | ------ |
|      | Estados Unidos (USA) | Euphrasia Donnelly Gertrude Ederle Ethel Lackie Mariechen Wehselau | 4:58.8 |
|      | Grã-Bretanha (GBR)   | Florence Barker Constance Jeans Grace MacKenzie Irene Tanner       | 5:17.0 |
|      | Suécia (SWE)         | Aina Berg Gurli Ewerlund Wivian Pettersson Hjördis Töpel           | 5:35.6 |

## Quadro de medalhas da natação
| Ordem | País               | Medalha de ouro | Medalha de prata | Medalha de bronze | Total |
| ----- | ------------------ | --------------- | ---------------- | ----------------- | ----- |
| 1     | USA Estados Unidos | 9               | 5                | 5                 | 19    |
| 2     | GBR Grã-Bretanha   | 1               | 2                | 1                 | 4     |
| 3     | AUS Austrália      | 1               | 1                | 2                 | 4     |
| 4     | SWE Suécia         | 0               | 2                | 2                 | 4     |
| 5     | BEL Bélgica        | 0               | 1                | 0                 | 1     |
| 6     | HUN Hungria        | 0               | 0                | 1                 | 1     |